# Шеремет Роман Олександрович
Рома́н Олекса́ндрович Шереме́т — український військовослужбовець, полковник Збройних сил України, учасник російсько-української війни.

## Життєпис
Батько був трактористом. Він йому й прищепив любов до техніки.
Роман Шеремет пройшов увесь шлях військовика — від строкової служби, контракту із ЗСУ, школи прапорщиків у «Десні» — і зрештою закінчив Військовий інститут танкових військ у Харкові.
У місті Гончарівське, що на Чернігівщині, формувалася 1-ша окрема Сіверська танкова бригада. У ній і служив Роман Шеремет. Саме тут він одружився, створив власну сім'ю.
Роман пройшов шлях від лейтенанта до комбата і начальника командного пункту. 
2021 року був призначений командиром 3-ї окремої танкової бригади.
Від 2014 року воював на сході України в складі 1-ї окремої танкової Сіверської бригади. Станом на 2021 рік командир згаданого формування.
Знявся у стрічці «Лицарі резерву» (2021).

## Нагороди
- орден Богдана Хмельницького I ступеня (6 липня 2022) — за особисту мужність і самовіддані дії, виявлені у захисті державного суверенітету та територіальної цілісності України, вірність військовій присязі[4];
- орден Богдана Хмельницького II ступеня (11 травня 2022) — за особисту мужність і самовіддані дії, виявлені у захисті державного суверенітету та територіальної цілісності України, вірність військовій присязі[5].
- орден Богдана Хмельницького III ступеня (7 вересня 2018) — за особисту мужність і самовіддані дії, виявлені у захисті державного суверенітету та територіальної цілісності України, вірність військовій присязі[6].

## Військові звання
- полковник.